# Il coraggio di vincere (film 2017)
Il coraggio di vincere  è un film per la televisione del 2017, diretto da Marco Pontecorvo.

## Trama
Rocco è un pugile promettente, ma un errore arbitrale lo mette fuori gioco. Adesso, tra fallimenti e delusioni, Rocco ha superato i quaranta e gestisce una vecchia palestra con il suo ex allenatore di fiducia Marcello. Il pugilato rimane un rimpianto, fino al giorno in cui scopre il talento in un giovane senegalese, Ben. Rocco riacquista la speranza, e pur di portarlo alla conquista del titolo, è disposto a tutto.

## Ascolti e prime televisive
La prima visione italiana, andata in onda il 7 aprile 2017, ha totalizzato 2.774.000 spettatori con uno share del 11,80%.